# Massacre
Una massacre o matança és l'homicidi planificat de grans quantitats de persones sovint en el marc d'una guerra o post-guerra, però no necessàriament, com a represàlia sobre determinats col·lectius, usualment per raons religioses, racistes o polítiques.

## Algunes matances destacables
- Massacre del dia de Sant Bartomeu
- Massacre de Jamestown
- Massacres del 2 de setembre
- Massacre de Katyn
- Massacre de Badajoz
- Nit dels ganivets llargs
- Massacre de Nanquín
- Massacre de Tochni
- Massacres de Maratha, Santalaris i Aloda
- Massacre de Srebrenica
- Matança de Vukovar
- Matança de Sabra i Xatila
- Massacre antisikh de 1984 a Delhi